# Burchard II av Schwaben

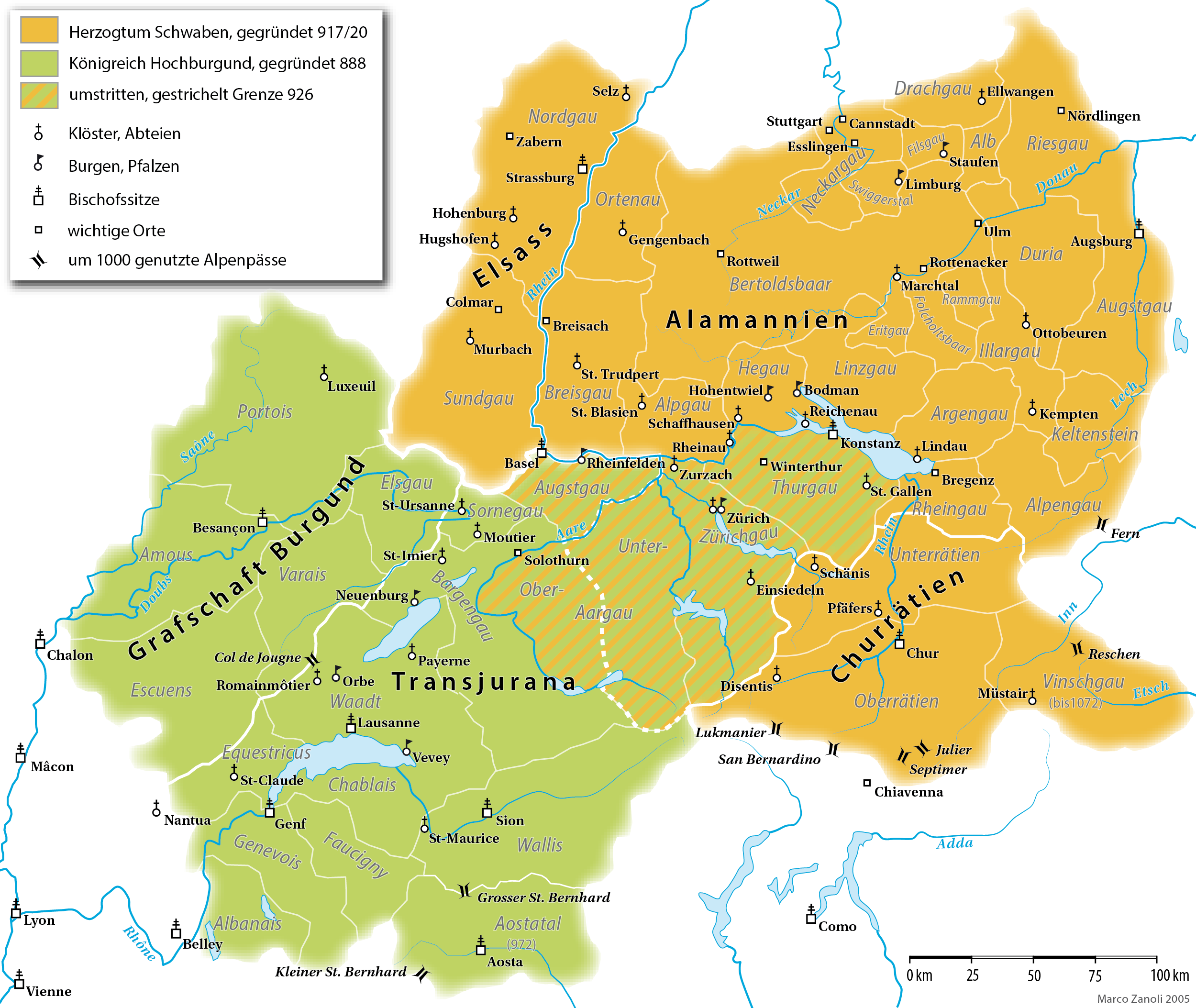
Schwaben och Övre Burgund på 900-talet

Burchard II av Schwaben, död 28 eller 29 april 926 vid Novara, var från år 917 hertig av Schwaben. I tysk litteratur kallas han ibland Burchard I.
Han var gift med Reginlinde och hade barnen
- Burchard III, hertig av Schwaben
- Bertha, gift år 922 med Rudolf II av Burgund

## Biografi
När Burchards far, Markgreven Burchard (I) av Churräthien, mördats år 911 i en maktkamp om Schwaben gick Burchard i exil men återvände 914 och stred mot den östfrankiske kungen Konrad I. År 917 blev han hertig av Schwaben. 
Genom att underkasta sig den nye kungen Henrik I och 919 försvara Schwaben mot ett angrepp från Övre Burgund fick Burchard vittgående rättigheter, även över kyrkan, och kunde så stabilisera hertigdömet. Han försonade sig snart med Rudolf II av Burgund som gifte sig med Burchards dotter Bertha.
Burchard dog vid Novara i ett fälttåg där han stödde sin svåger Rudolf II.